# Martiri de sant Jaume el Menor
El Martiri de sant Jaume el Menor es una pintura a l'oli realitzada per Pedro Orrente (Múrcia, 1580 - València, 1645). Actualment s'exposa en el Museu de Belles Arts de València.

## Localització
El quadre està firmat i datat l'any 1639 per Pedro Orrente, artista dedicat sobretot a pintures de temàtica religiosa, que va dividir el seu treball artístic entre Toledo, Múrcia i València. No hi ha documentació que concrete exactament la vida d’Orrente entre 1632 i 1638, tot i que es creu que per a l’any de la creació d’esta pintura l'artista s'hauria assentat permanentment en València. En esta ciutat es va convertir en una influència notable per als artistes barrocs valencians del moment, com pot ser Jerònim Jacint d'Espinosa.
Es creu que l'obra va ser concebuda a València per a un altar, tot i que es tracta simplement d'especulacions donades les seues dimensions i característiques estilístiques. Abans de la seua adquisició per part de la Conselleria de Cultura de la Generalitat Valenciana, l'any 1988, l'obra s’ubicava en mans d'una col·lecció particular a Granada. Es desconeix per quins mitjans l'anterior propietària adquirí el quadre.

## Anàlisi estilística
Es tracta d'una obra barroca, caracteritzada estilísticament pel tenebrisme. Ha estat descrita per Díaz del Valle i Palomino com ‘seguint l'escola veneciana i imitant el Bassan', de qui Pedro Orrente va ser deixeble.
En primer terme es pot observar l'apòstol llançat a terra, vestit amb una túnica senzilla, amb el cos magolat, les mans encara tancades en pregaria i el cap destrossat. Darrere d'este i al centre de la composició es troba el sacerdot Annàs, vestit amb una elaborada túnica de color roig i els ornaments sacerdotals. Aquest trepitja el cos mort del màrtir Jaume amb un peu, fent-lo rodar cap al davant. Al costat dret se situa un fariseu i a l'esquerra es pot veure un home d'esquenes, un doctor de la llei, i el botxí subjectant una perxa de batuda, l'arma responsable de la mort de l'apòstol. El fons és quasi totalment negre, no observant-se cap escenari més enllà de l’escaló on se situa el cos de Jaume.
S'utilitza una composició triangular invertida, on les mirades de tots els components de la part superior apunten cap a l'apòstol martiritzat al terra. S'ha fet ús d'uns colors terrossos, d'una tonalitat dessaturada on ressalta el roig de la sang i la túnica del sacerdot. El més destacat és la utilització de les llums i ombres, creant un gran contrast entre estes per a aportar un dramatisme a l'obra i accentuar als personatges més importants.
La plasmació de l'episodi està servit amb gran sobrietat i amb un dramatisme extrem i colpidor. La concepció escenogràfica, amb figures de grans dimensions que ocupen la totalitat de la superfície pintada l'aproximen a l'estètica ribaltesca. A més a més, les grans dimensions i el format alt, el sentit rotund dels personatges i el punt de vista alt, reafirmen la convicció que fora concebut com a quadre d'altar.

## Aproximació al significat

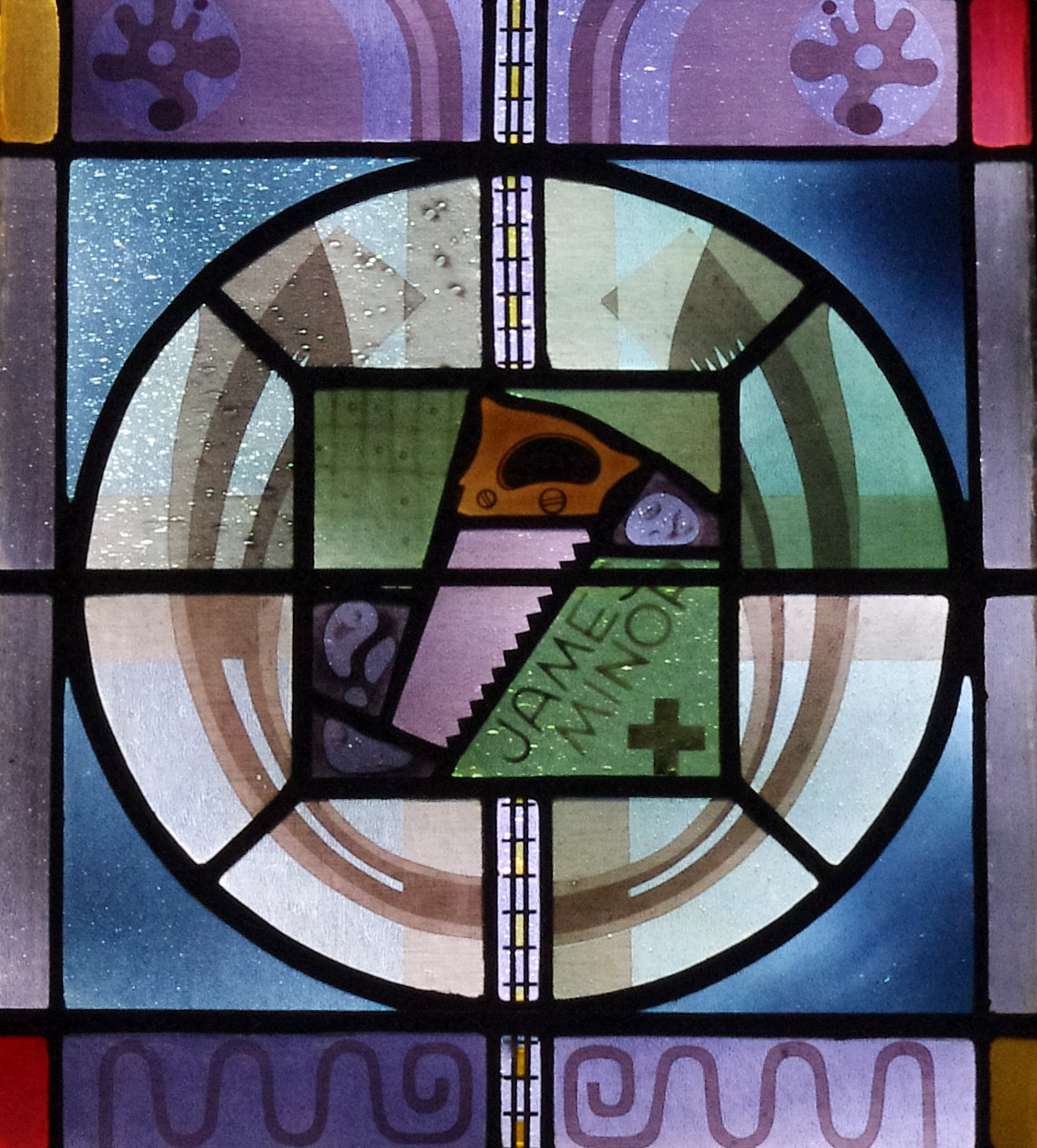
Vidriera en l'Església de Sant Patrici a Cedar Rapids, Iowa.

Jaume el menor, fill d’Alfeu, és un dels dotze apòstols de Jesús Crist. Rep este nom per a distingir-lo de l'altre apòstol anomenat Jaume (o Jaume el major), qui era fill de Zebedeu i Salomé.
En el conjunt de la visualitat artística és comunament representat portant l'instrument de la seua mort o un llibre de l'evangeli. Tot i que al llarg dels segles s'ha creat una sèrie de confusions amb els seus atributs, per exemple: de vegades és representat amb una serra, atribut de Simó el Cananeu. La versió d’Orrente mostra un episodi narratiu centrat en el moment del martiri, on l'artista ha preferit mostrar l'escena posterior a la mort de l'apòstol, quan el sacerdot Annàs s'apropa a observar el cos de Jaume.
La versió més antiga del seu martiri és recollida per Flavi Josep en Antiguitats Judaïques, a finals del segle I, sent difosa posteriorment a travésde La Llegenda Daurada de Jaume de Voràgine. L'any 62 dC, el sacerdot Annàs convoca el sanedrí per a condemnar a Jaume a la lapidació per negar-se a renunciar a Jesús. Jaume és llançat des de l'alt del Temple, però no mor amb l'impacte. Continua resant mentre la munió l'apedrega, fins que un home colpeja Jaume al cap amb una perxa de bataner, matant-lo a l'instant.
A Jaume el menor se li rep culte tant per l'Església catòlica com l'ortodoxa. És honrat pel catolicisme el dia 3 de maig, i el 23 d'octubre per l’esglèsia ortodoxa. És anomenant com a familiar de Jesús (germà o cosí segons la doctrina), i com el primer bisbe de Jerusalem.